# Dysmilichia gigantea
Dysmilichia gigantea là một loài bướm đêm trong họ Noctuidae.